# 2012年夏季奧林匹克運動會田徑男子200公尺比賽
2012年夏季奥林匹克运动会田徑比赛的男子200公尺项目于2012年8月7日至8月9日在倫敦倫敦奧林匹克體育場举行。

## 纪录
本次比赛之前，现有的世界和奥运会纪录如下：
| 世界紀錄   | 烏塞恩·博爾特           | 19.19秒 | 德国，柏油 | 2009年8月20日 |
| 奧運會紀錄 | 烏塞恩·博爾特（牙买加） | 19.30秒 | 中国，北京 | 2008年8月20日 |